# Zbrajanje
Zbrajanje je osnovna računska operacija, kojom se, kad dvije ili više veličina (brojeva) skupe zajedno, dobiva informacija koliko ih sveukupno ima. Zbrajati se mogu jabuke, kruške, ovčice u snu ili ljudi na plaži (prirodni brojevi), no i volumen tekućina utočenih i istočenih iz spremnika, masa hrane i neprehrambenih artikala (decimalni brojevi). Također je moguće zbrajati racionalne, realne i kompleksne brojeve, kao i vektore i matrice.
U matematici se zbrajanje nekih izraza predstavlja znakom plus +, npr. 1 + 2 = 3. Brojeve koji se zbrajaju nazivaju se pribrojnici. Rezultat zbrajanja zove se zbroj.
Zbrajati je moguće i nizove. Ako se želi zbrojiti mnogo predvidivih brojeva, kao prirodne brojeve od 1 do 100, to se može ostvariti na dva načina. Jedan je korištenje trotočja, npr. 1 + 2 + 3 + 4 + ... + 99 + 100. Drugi način je korištenje grčkog slova sigma ∑:
{\displaystyle \sum _{i\mathop {=} 1}^{100}i=1+2+3+\dots +100.}
gdje je i indeks, 1 je donja granica, a 100 je gornja granica sume. Općenito, suma je definirana kao:
{\displaystyle \sum _{i\mathop {=} m}^{n}a_{i}=a_{m}+a_{m+1}+\dots +a_{n-1}+a_{n}.}
Ako se zbrajaju poznati brojevi, radi se o aritmetičkoj operaciji, a ako se zbrajaju nepoznanice zbrajanje je algebarska operacija.[neaktivna poveznica]

## Svojstva
Zbrajanje je komutativno, što znači da je a + b = b + a, tj. moguće je slobodno zamijeniti mjesta pribrojnika, a zbroj se neće promijeniti.
Zbrajanje je i asocijativno, jer vrijedi ( a + b ) + c = a + ( b + c ).
Broj nula je neutralni element zbrajanja. Za svaki a vrijedi a + 0 = 0 + a = a. Nula se često naziva i aditivni neutral zbrajanja.

### Sljedbenik
U skupu prirodnih brojeva, zbrajanjem broja n i 1 dobije se najmanji prirodni broj veći od n, tzv. sljedbenik broja n. Na primjer, sljedbenik broja 6 je 7. Sljedbenik sljedbenika broja n jednak je n + 2. Poopćenjem k-ti po redu sljedbenik broja n jednak je n + k.

### Mjerna jedinica
Ako se želi zbrojiti fizičke veličine, mora ih se izraziti pomoću istih mjernih jedinica. Na primjer, 2 litre vode i 5 decilitara vode moguće je zapisati kao 20 + 5 = 25 decilitara vode, ili 2 + 0,5 = 2,5 litara vode. Fizičke veličine različitih vrsta poput krušaka i jabuka ne mogu se zbrajati jer ih ne može svesti na iste mjerne jedinice. No, može im se zbrojiti masa.

## Pisano zbrajanje
Brojeve u bazi n zbrajaju se zapisujući ih jedan ispod drugog tako da im se dekadske jedinice podudaraju. Ispod njih se podvlači crta. Zatim se zdesna nalijevo zbrajaju stupac po stupac i zbroj se piše na odgovarajuće mjesto. Ako se zbraja prazninom, praznina se zamjenjuje nulom. Ako zbroj premašuje n - 1, piše se njegov ostatak pri dijeljenju s n te prenosi dalje onoliko jedinica koliko je desetica ostalo u prijašnjem zbrajanju. Primjer u bazi 10:
| T | S | D | J | , | d | s |
| - | - | - | - | - | - | - |
|   | 1 | 0 | 7 | , | 9 | 8 |
|   |   | 2 | 5 |   |   |   |
| + | 9 | 3 | 8 | , | 2 |   |
| 1 | 0 | 7 | 1 | , | 1 | 8 |

gdje J predstavlja jedinice, D predstavlja desetice, d predstavlja desetinke itd.
Ovdje se prilikom zbrajanja desetinki prebacivalo 1 dalje, prilikom zbrajanja jedinica prebacivalo 2 dalje te prilikom zbrajanja stotica prebacivalo 1 dalje. Da bi se zbrojili brojevi, na prazna mjesta upisane su nule.
Primjer u bazi 2:
|   |   | 0 | 1 | 1 | 0 | 1 |
| + |   | 1 | 0 | 1 | 1 | 1 |
|   | 1 | 0 | 0 | 1 | 0 | 0 |

Ovdje se prilikom svakog zbrajanja prebacivalo 1 dalje.

## Razlomaka
Prilikom zbrajanja, razlomci se svode na najmanji zajednički nazivnik. On je najmanji zajednički višekratnik nazivnika tih razlomaka. Nakon svođenja na zajednički nazivnik, brojnici se zbroje.
{\displaystyle {\frac {1}{4}}+{\frac {1}{3}}={\frac {1\times 3}{4\times 3}}+{\frac {1\times 4}{3\times 4}}={\frac {3}{12}}+{\frac {4}{12}}={\frac {7}{12}}.}
Ako se zbrajaju razlomak i cijeli broj, cijeli broj može se pisati kao razlomak s nazivnikom 1, te se potom razlomci normalno svode na zajednički nazivnik i zbrajaju.
{\displaystyle {\frac {3}{4}}+2={\frac {3}{4}}+{\frac {2}{1}}={\frac {3}{4}}+{\frac {8}{4}}={\frac {11}{4}}=2{\frac {3}{4}}}

## Skupova
Zbrajanjem dva skupa A i B dobije se novi skup A + B koji sadrži zbrojeve svakog elementa iz A sa svakim elementom iz B:
{\displaystyle A+B=\{a+b:a\in A,b\in B\}.}

## Red
Red je zbroj članova beskonačnog niza.
{\displaystyle \sum _{i=1}^{\infty }x_{i}=x_{1}+x_{2}+x_{3}+\dots ,}
što znači da se zbrajaju prvih n članova niza, od x1 do xn. Zbroj članova nekog niza zove se red.